# Luxemburgia macedoi
Luxemburgia macedoi är en tvåhjärtbladig växtart som beskrevs av John Duncan Dwyer. Luxemburgia macedoi ingår i släktet Luxemburgia och familjen Ochnaceae. Inga underarter finns listade i Catalogue of Life.